# Марко Джалліні
Марко Джалліні (італ. Marco Giallini; 4 квітня 1963, Рим) — італійський актор кіно, театру та телебачення.

## Життєпис
Марко Джалліні народився 4 квітня 1963 року в Римі, Італія. Батько Марко — різноробочий, мати — домогосподарка. Марко навчався в Національній академії театрального мистецтва імені Сильвіо Д'Аміко. Закінчивши академію, він почав працювати у театрі з такими режисерами як Арнольд Фоа, Анджело Орландо та Енніо Колторті.
Деб'ютував у кіно в 1986 році, виконавши невелику роль у стрічці Кастеллано і Піполо «Універмаги».
У 2016 році Марко Джалліні зфільмувався у стрічці режисера Паоло Дженовезе «Ідеальні незнайомці». Фільм отримав двадцять дві номінації італійських та міжнародних премій, включаючи головну кінопремію Італії «Давид ді Донателло». Сумарно фільм удостоївся одинадцяти нагород.

## Особисте життя
У 1993 році Марко Джалліні одружився. У шлюбі народилося двоє синів: Рокко (нар. 1998) та Дієґо (нар. 2004). Його дружину звали Лоредана, вона померла у 2011 році від крововиливу в мозок.
Марко Джалліні нині мешкає у Фонте-Нуова, в Італії. Він захоплюється рок-музикою, колекціонує вінілові платівки.

## Фільмографія
| Рік       |    | Українська назва         | Оригінальна назва            | Роль                                           |
| --------- | -- | ------------------------ | ---------------------------- | ---------------------------------------------- |
| 2020      | ф  | Гості на віллі           | Villetta con ospiti          |                                                |
| 2019      | ф  | Завтра буде новий день   | Domani è un altro giorno     | Джуліано                                       |
| 2019      | ф  | Великий стрибок          | Il grande salto              | камео                                          |
| 2018      | ф  | Я — мільярдер            | Io sono Tempesta             | Нума Темпеста                                  |
| 2017      | ф  | Місце                    | The Place                    | Етторе                                         |
| 2016      | ф  | Щастя бути одною         | Assolo                       | Мауро                                          |
| 2016—2019 | с  | Рокко Ск'явоне           | Rocco Schiavone              | Рокко Ск'явоне, комісара поліції               |
| 2016      | ф  | Ідеальні незнайомці      | Perfetti sconosciuti         | Рокко                                          |
| 2015      | ф  | Хто ці люди?             | Loro chi?                    | Марчелло                                       |
| 2015      | ф  | Якщо Господь забажає     | Se Dio Vuole                 | '                                              |
| 2014      | ф  | Провина Фройда           | Tutta colpa di Freud         | Франческо                                      |
| 2013      | ф  | Доброго ранку, тату      | Buongiorno papà              | Енцо Бріґі                                     |
| 2012      | ф  | Досконала родина         | Una famiglia perfetta        | Фортунато                                      |
| 2009      | кф | Щоденник                 | La pagella                   | тато                                           |
| 2011      | ф  | Усі копи — виродки       | ACAB - All Cops Are Bastards | Мазінґа, поранений міліціонер                  |
| 2011      | ф  | Стоячи у раю             | Posti in piedi in paradiso   | Доменіко Сеґато                                |
| 2010      | с  | Злочини                  | Crimini                      | Вінченцо Тал'яферро                            |
| 2010      | ф  | Краса віслюка            | La bellezza del somaro       | Дуччо                                          |
| 2009—2011 | с  | Нова команда             | La nuova squadra             | Андреа Лопес                                   |
| 2009      | ф  | Фатальна Лара            | Io, loro e Lara              | Луїджі Масколо                                 |
| 2006      | ф  | Друг сім'ї               | L'amico di famiglia          | Аттанасіо                                      |
| 2004      | ф  | Не йди                   | Non ti muovere               | Манільйо                                       |
| 1999      | с  | Операція «Одіссея»       | Operazione Odissea           | поліціянт                                      |
| 1998      | ф  | Запах ночі               | L'odore della notte          | Мауріціо Леґґері                               |
| 1998      | ф  | Барбара                  | Barbara                      | Піно                                           |
| 1998      | ф  | Остання новорічна ніч    | L'ultimo capodanno           | Енцо ді Джіроламо                              |
| 1986      | ф  | Універмаги (фільм, 1986) | Grandi magazzini             | працівник відділу маркетингу (не має у титрах) |

## Премії та номінації
| Рік  | Нагорода                        | Категорія                            | Робота                | Результат |
| ---- | ------------------------------- | ------------------------------------ | --------------------- | --------- |
| 2018 | «Срібна стрічка»                | Найкращий актор у комедійному фільмі | «Я — мільярдер»       | Номінація |
| 2016 | «Давид ді Донателло»            | Найкращий актор                      | «Ідеальні незнайомці» | Номінація |
| 2014 | «Кінофестиваль у Бусто-Арсіціо» | Найкращий актор                      | «Провина Фройда»      | Перемога  |
| 2013 | «Давид ді Донателло»            | Найкращий актор другого плану        | «Доброго ранку, тату» | Номінація |
| 2013 | «Срібна стрічка»                | Найкращий актор                      | «Доброго ранку, тату» | Номінація |
| 2013 | «Золота хлопавка»               | Найкращий актор другого плану        | «Досконала родина»    | Номінація |
| 2012 | «Давид ді Донателло»            | Найкращий актор                      | «Стоячи у раю»        | Номінація |
| 2012 | «Давид ді Донателло»            | Найкращий актор другого плану        | «Усі копи — виродки»  | Номінація |
| 2012 | «Срібна стрічка»                | Найкращий актор другого плану        | «Усі копи — виродки»  | Перемога  |
| 2010 | «Давид ді Донателло»            | Найкращий актор другого плану        | «Фатальна Лара»       | Номінація |
| 2010 | «Срібна стрічка»                | Спеціальна згадка                    | «Щоденник»            | Перемога  |